# Humphrey Gilbert
Sir Humphrey Gilbert (Devon, Anglaterra, ca. 1539 – desaparegut a l'Atlàntic, 9 de setembre de 1583) fou un militar, explorador i parlamentari britànic, que serví a la Corona durant el regnat d'Elisabet I d'Anglaterra. Fou un dels pioners en la colonització anglesa d'Amèrica del Nord i d'Irlanda. Era germanastre de sir Walter Raleigh.

## Biografia

### Primers anys
Nascut al comtat de Devon, Gilbert fou el segon fill d'Otho Gilbert i Katherine Champernowne. Els seus germans, John i Adrian Gilbert, i els seus germanastres per part de mare, Carew i Walter Raleigh, foren figures destacades dels regnats d'Elisabet I i Jaume I. La seva mare era neboda de Kat Ashley, institutriu de la reina Elisabet, i fou la que introduí els fills a la Cort. L'oncle de Gilbert, Sir Arthur Champernowne, el va involucrar en els esforços per establir les primeres colònies a Irlanda, entre 1566 i 1572.
Sir Henry Sidney fou el mentor de Gilbert, el qual estudià a l'Eton College i la Universitat d'Oxford, on va aprendre francès, castellà, història militar i navegació. Entre 1560 i 1561 va viure a Londres amb la intenció de ser advocat.
Va participar en la Primera guerra de religió a França, sent ferit el 1563 en el setge de Le Havre. El 1566 va lluitar a Irlanda, a les ordres de Henry Sidney, contra Shane O'Neill.

### Carrera militar a Irlanda

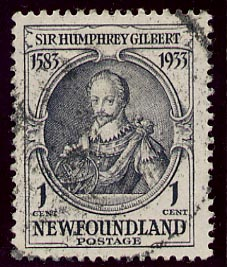
Segell de Sir Humphrey Gilbert.

Gilbert tornà a Irlanda el 1569 i fou nomenat pel lucratiu càrrec de governador de l'Ulster, alhora que formà part del Parlament d'Irlanda. Poc després demanà a William Cecil, secretari de la reina, poder tornar a Anglaterra, tot i que mantenint els seus interessos a l'illa. L'abril de 1569 proposà la creació d'una presidència i un consell per la provincia de Munster i la creació d'un assentament pels voltants de Baltimore, a l'actual comtat de Cork, que fou aprovat pel consell de Dublín. Simultàniament, junt a Sir Thomas Smith i Henry Sidney, estudià la possibilitat de colonitzar l'Ulster amb colons procedents de Devonshire.
Les accions de Gilbert influïren en l'esclat de la primera de les Rebel·lions de Desmond. Peter Carew, cosí seu, s'enfrontà a la poderosa família Butler d'Ormond per un assumpte d'herències al sud de Leinster. Thomas Butler, cap de la família, era un poderós noble anglo-irlandès amb importants influències a la cort de la reina Elisabet. El poder d'un i l'autoritat legal de l'altra acabaren per degenerar en un enfrontament armat.
Gilbert, ansiós per prendre-hi part, va marxar cap a l'oest amb les seves tropes per unir-se a Peter Carew després que aquest hagués conquerit la baronia d'Idrone, al comtat de Carlow. Després de derrotar a Sir Edmund Butler, germà del comte, que per aquells dies es trobava a Anglaterra, la violència s'estengué ràpidament per tota la província. Gilbert fou nomenat coronel per Sidney i emprengué la persecució del rebel James Fitzmaurice Fitzgerald.
Tot i estar a punt de morir en algun dels setges que patí, Gilbert va recuperar nombrosos castells sense necessitat d'emprar l'artilleria. Això s'explica per la gran crueltat que aplicà amb els presoners, a molts dels quals ordenà decapitar, ja fos dona o infant.
La tornada del comte d'Ormond va calmar la revolta. El gener de 1570 Gilbert fou ordenat cavaller per Henry Sidney. FitzMaurice, tot i que es veié obligat a refugiar-se als boscos, continuà la lluita i sols un mes després que Gilbert tornés a Anglaterra saquejà Killmalock exterminant tota la guarnició.

### Parlamentari i aventurer
El 1570 tornà a Anglaterra, on es casà amb Anne Aucher, amb qui va tenir sis fills i una filla. El 1571 fou escollit parlamentari per Plymouth. Durant aquest període es dedicà també a l'estudi de l'alquímia en companyia de Thomas Smith. El 1572 Gilbert dirigí la seva atenció cap als Països Baixos, on lluità sense èxit en una campanya al comandament de 1.500 homes donant suport als anomenats captaires del mar contra la Corona espanyola. Entre 1572 i 1578 abandonà l'exèrcit per dedicar-se a l'escriptura. El 1573 presentà a la reina Elisabet I una proposta per crear una acadèmia a Londres, que finalment es feu realitat gràcies a Sir Thomas Gresham amb el nom de Gresham College. Gilbert va ajudar a crear la Society of the New Art junt a Lord Burghley i Robert Dudley, comte de Leicester.
A partir d'aquell moment una sèrie de fallides expedicions marítimes van esgotar la seva fortuna i la de bona part de la seva família. Patrocinà el viatge de Martin Frobisher a Groenlàndia, en què va tornar carregat d'un mineral que es pensava era or però en realitat tot el mineral no tenia cap valor, ja que va resultar ser pirita. El 1578, en un dels seus projectes, salpà de Plymouth cap a Amèrica del Nord amb 7 vaixells que foren dispersats per les tempestes i l'obligaren a tornar a casa sis mesos després.

### Retorn a Irlanda
L'estiu de 1579, Gilbert i Walter Raleigh reberen l'encàrrec de William Drury, lord Diputat d'Irlanda, d'atacar per terra i mar al seu vell enemic, el rebel irlandès James Fitzmaurice Fitzgerald, i interceptar una flota espanyola d'ajuda que esperaven els rebels de Munster. En aquell moment Gilbert tenia tres vaixells sota el seu comandament: l'Anne Ager, el Relief i l'Squirrell. E
Per complir la missió Gilbert salpà el juny de 1579, després d'un període de mal temps, perdent-se a Land's End per culpa de la boira i les fortes pluges, un incident que li va fer perdre la confiança de la reina. La seva flota fou arrossegada cap al golf de Biscaia i aviat els vaixells espanyols arribaren a Dingle per reunir-se amb els rebels. Gilbert no arribà al port de Cobh, a Munster, fins a l'octubre.

### El pas del Nord-oest
Gilbert fou un dels principals defensors de l'existència d'un pas del Nord-oest cap a Catai, actual Xina. Gilbert elaborà un detallat informe replicant els arguments presentats pels defensors d'un pas pel nord-est. Durant l'estiu de 1566 Gilbert i el seu principal antagonista, Anthony Jenkinson discutiren al voltant de la qüestió clau de les rutes polars davant la reina Elisabet. Per a Gilbert qualsevol pas pel nord-est seria massa perillós, mentre que per lògica havia d'existir un pas pel nord-oest i Cristòfor Colom havia marxat a la recerca d'Amèrica amb moltesmenys proves. Si Anglaterra volia desafiar el domini ibèric havia de conquerir i colonitzar noves terres. Les afirmacions de Gilbert tingueren repercussió i aconseguiren organitzar una expedició finançada principalment pel comerciant londinenc Michael Lok. Martin Frobisher fou nomenat capità i salpà d'Anglaterra el juny de 1576, però no tingué èxit en la seva recerca.

### Terranova
En ser cessat Ormond com a Lord tinent d'Irlanda la primavera de 1581, semblava que Gilbert seria nomenat President de la província de Munster. En aquell moment Gilbert era parlamentari per Queenborough, Kent, però la seva atenció estava centrada a Amèrica del Nord, on esperava conquerir territoris per la Corona.
La patent d'exploració que la Corona li havia concedit el 1578 estava a punt d'expirar quan, el 1583, va aconseguir recaptar els diners necessaris per iniciar una expedició. Aquests inversors, catòlics anglesos en la seva majoria, es veien perseguits per les lleis penals contra els recusants i obligats a exiliar-se a l'Europa continental. Per això els atreia la perspectiva d'una aventura americana, especialment quan l'oferta de Gilbert incloïa l'ocupació de 36.000 km² de terra al voltant del riu Norumbega, que serien parcel lats sota la seva direcció, tot i que en darrera instància serien propietat de la corona.
El projecte finalment no va fructificar, en part per la insistència del Consell Privat que els inversors paguessin les multes per recusació abans de la partida i en part pels esforços del clergat catòlic i dels agents espanyols per evitar la interferència anglesa a Amèrica. Amb tot, Gilbert va aconseguir fer-se a la mar amb una petita flota de 5 vaixells el juny de 1583. Les tripulacions estaven compostes majoritàriament per criminals i pirates però, tot i els problemes d'indisciplina, la flota va arribar a Terranova.

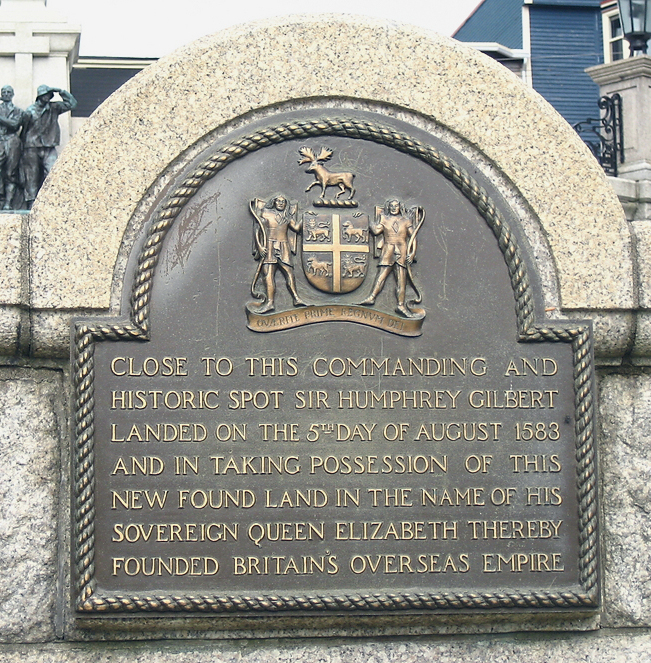
Placa commemorant la fundació de l'Imperi Britànic per Gilbert

En arribar al port de Saint John's Gilbert va ser retingut per una flota de pesquers dirigida per l'almirall del port pel fet que un dels seus capitans estava acusat de pirateria contra un vaixell portuguès el 1582. Un cop solucionat el problema, Gilbert va exhibir la seva patent i va prendre possessió formal de Terranova (incloent les terres situades 200 llegües al nord i al sud) per a la corona anglesa el 5 d'agost de 1583. Així mateix, va reclamar la seva autoritat sobre els establiments pesquers de Saint John's i va establir un impost sobre els pescadors que pescaven als propers Grans bancs de Terranova.
Al cap d'algunes setmanes va tornar a salpar amb la seva flota, en no poder fundar un establiment permanent per falta de subministraments. Durant el viatge de tornada va insistir a navegar a bord del HMS Squirrel. Ben aviat va ordenar un controvertit canvi de rumb, cosa que va fer que un dels vaixells encallés, possiblement als bancs de sorra de l'oest d'Illa Sable.
Després de discutir amb Edward Hayes i William Cox, capità i contramestre del Golden Hind, Gilbert va decidir partir el 31 d'agost. El vent era favorable i aviat es van trobar a mar obert. Gilbert s'havia ferit en un peu i el 2 de setembre va pujar al Golden Hind a fer-se una cura i estudiar amb els altres capitans el viatge de tornada, però tot després va tornar a la Squirrel. Després d'una forta tempesta va tornar el bon temps: Gilbert va aprofitar per tornar al Golden Hind i parlamentar amb Hayes. Tot i que Hayes insistia que la petita fragata era insegura i estava sobrecarregada, Gilbert va tornar novament a ella.
El 9 de setembre la Squirrell va estar a punt de naufragar, tot i que es va salvar en última instància. Malgrat els intents perquè Gilbert pugés en un altre vaixell aquella nit finalment es va enfonsar amb tota la seva tripulació a l'altura de les illes Açores.